# Xã Pelican Lake, Quận Grant, Minnesota
Xã Pelican Lake (tiếng Anh: Pelican Lake Township) là một xã thuộc quận Grant, tiểu bang Minnesota, Hoa Kỳ. Năm 2010, dân số của xã này là 450 người.